# Kelvin Sebwe
Kelvin Sebwe   (Monròvia, 4 d'abril de 1972) és un exfutbolista liberià de la dècada de 1990.
Fou internacional amb la selecció de futbol de Libèria.
Pel que fa a clubs, destacà a Toulouse FC AEK.